# 리세웅
리세웅(1998년 12월 22일~)은 조선민주주의인민공화국의 레슬링 선수이다. 2024년 하계 올림픽에서 남자 그레코로만형 60 kg급(밴텀급) 동메달을 획득했으며, 아시아 선수권 대회 남자 그레코로만형 밴텀급 부문에서 은메달 2개를 획득했다.